# 須貝高
須貝 高（すがい たかし、1947年 - ）は、日本の工学博士。福岡大学工学部建築学科教授。
木質系住宅の住環境、温熱環境についての研究が多い。
出身大学は東京理科大学工学部建築学科、出身大学院は東京大学工学研究科建築学専攻。

## 著書

### 共著
『続・間違いだらけの住宅造り「熱環境・湿度環境・空気環境と健康」』上原裕之, 水川伸行, 須貝高, 石田卓, 寺島今朝成　p.86-114　川辺書林　2000年10月　ISBN 978-4906529223

## 受賞歴
- 1998年 - 空気調和・工学会賞・受賞[2]

## 論文
- 「基礎断熱の底盤内に電気ヒーターを入れた住宅の温熱測定－福岡市内の戸建木造住宅（展示場）の深夜電力利用の床下温湿度」, 須貝高, 石田卓, 岡部省吾, 『福岡大学工学集報』, /94, 15-26, 2015年3月
- 「Ｙ木造住宅と軽量鉄骨住宅の暖冷房負荷の比較－新潟市における熱負荷計算」, 須貝高, 石田卓, 岡部省吾, 『福岡大学工学集報』, /94, 7-14, 2015年3月
- 「夏季における戸建住宅の室内の不快指数（ DI ）の分析－福岡市の2013年８月６日～22日の17日間の猛暑日」, 須貝高, 石田卓, 岡部省吾, 『福岡大学工学集報』, /92, 27-36, 2014年3月
- 「ホルムアルデヒド・BTXの揮発による室内空気汚染　その10」, 石田卓, 須貝高, 田中隆一, 関口博史, 『福岡大学工学集報』, /86, 21-46, 2011年3月
- 「住宅内の電磁波の測定と今後の提案」, 須貝高、石田卓, 『福岡大学工学集報』, /83, 109-113, 2010年9月
- 「木造断熱住宅の床下の土台・１階柱脚の含水率の実験的研究」, 須貝高、石田卓, 『福岡大学工学集報』, /85, 41-48, 2010年9月
- 「日射に対する屋根の遮熱実験」, 須貝高、石田卓, 『福岡大学工学集報』, /79, 81-86, 2008年9月
- 「電気式床暖房における床面温度及び電磁波に関する実験的研究」, 須貝高、石田卓, 『福岡大学工学集報』, /81, 103-108, 2008年9月
- 「暖房による窓付近の温度分布の実験と考察　その１　新省エネルギー基準と次世代省エネルギー基準（Ⅳ地域）について」, 須貝高、石田卓, 『福岡大学工学集報』, /79, 87-92, 2007年9月
- 「住宅の壁体の外装材および透湿防水シートの違いによる熱的性能の実験的研究－夏季の実験」, 須貝高、石田卓, 『福岡大学工学集報』, /76, 93-111, 2006年3月
- 「高温・多湿状態での各種断熱材の寸法の変化および熱抵抗の低下に関する実験的研究－繊維系断熱材とプラスチック系断熱材の比較」, 須貝高、石田卓, 『福岡大学工学集報』, /76, 153-167, 2006年3月
- 「壁体の各種透湿防水シートの遮熱性能に関する研究　その１　木造住宅への夏季の実験的検討」, 須貝高、石田卓, 『福岡大学工学集報』, /75, 59-61, 2005年9月
- 「沖縄における鉄筋コンクリート造の住宅のリフォームに関する研究」, 須貝高、石田卓, 『福岡大学工学集報』, /75, 55-57, 2005年9月
- 「充填断熱工法と外張断熱工法に関する考察」, 須貝高, 石田卓, 『福岡大学工学集報』, /73, 117-120, 2004年9月
- 「屋根の防水性・透湿性の違いによる湿度・結露の性能評価　その１　実験結果に基づいた数値計算の試み」, 須貝高, 石田卓, 『福岡大学工学集報』, /71, 59-72, 2003年9月
- 「屋根材の違いによる小屋裏の温・湿度環境に及ぼす影響　その１　夏季実験結果」, 須貝高, 石田卓, 『福岡大学工学集報』, /70, 289-296, 2003年3月
- 「炭を利用した床下の環境改善に関する実験的研究」, 須貝高, 石田卓, 『福岡大学工学集報』, /70, 335-344, 2003年3月
- 「福岡における断熱屋根部位の低湿化を目的とした屋外実験　その２」, 須貝高, 石田卓, 『福岡大学工学集報』, /65, 71-81, 2000年9月
- 「福岡における断熱屋根部位内の低温化を目的とした屋外実験」, 須貝高, 石田卓, 『福岡大学工学集報』, /63, 115-122, 1999年9月
- 「床下の湿気環境に関する実験的研究」, 須貝高, 石田卓, 『福岡大学工学集報』, /57, 61-68, 1997年9月
- 「温暖地型住宅の室内熱環境と熱負荷に及ぼす窓ガラスの断熱遮断性能の影響　その２　試験家屋による冬季屋外比較実験と熱負荷の数値シミュレーション」, 須貝高, 石田卓, 『福岡大学工学集報』, /55, 155-164, 1995年9月
- 「透湿性ルーフィングによる野地板の蒸れ防止に関する研究」, 須貝高, 石田卓, 『福岡大学工学集報』, /54, 89-98, 1995年3月
- 「吸放湿材料を用いた壁体の結露防止に関する研究」, 須貝高, 石田卓, 『福岡大学工学集報』, /53, 147-156, 1994年11月
- 「窓ガラス仕様の違いが室内熱環境と冷暖房負荷に及ぼす影響について」, 須貝高, 石田卓, 『福岡大学工学集報』, /52, 79-91, 1994年3月
- "Effect of Natural and Forced Ventilation on Attic Thermal and Humidity Environment in Summer", Takashi Sugai, Akihito Ozaki, Taku Ishida, Sadaharu Aga, Yasuo Yamashita, 'Proc. of the International Symposium on Design of Amenity', 78-79  ,  1993年10月
- "Effect of Top Light on Garret Thermal Environment in Summer", Takashi Sugai, Kohei Ono, Akihito Ozaki, Taku Ishida, 'Proc. of the International Symposium on Design of Amenity', 72-73, 1993年10月
- 「窓ガラスの遮熱性向上による夏季室内熱環境の改善に関する研究」, 須貝高, 小野公平, 尾崎明仁, 石田卓, 片山忠久, 林徹夫, 塩月義隆, 『福岡大学工学集報』, /50, 91-103, 1993年9月